# Alexandra Holden
Alexandra Holden, född den 30 april 1977 i Northfield, Minnesota, är en amerikansk skådespelare.
Holden har haft många småroller i filmer. Exempel på roller är Mary Johanson i Drop Dead Gorgeous, Fern Rogers i Sugar & Spice och Samantha Warren i slasherfilmen Wishcraft.
Hon har även medverkat i TV-serier, bland annat i sju episoder av Vänner, samt i musikvideon till Aerosmiths Hole in my Soul.

## Filmografi (urval)
- 2008 – Dark Reel
- 2003 – How to Deal
- 2002 – The Hot Chick
- 2002 – Wishcraft
- 2001 – Sugar & Spice
- 2000 – Vänner (TV-serie)
- 1999 – Drop Dead Gorgeous